# Иван Хаджиниколов
Иван Атанасов Хаджиниколов (изписване до 1945 година: Иванъ хаджи Николовъ), наричан Хаджията, е български революционер, учител, книжар и един от основателите на Вътрешната македоно-одринска революционна организация.

## Биография

### Ученически и учителски години
Роден е на 24 декември 1861 година в българския южномакедонски град Кукуш, тогава в пределите на Османската империя, днес Килкис, Гърция. Завършва българското двукласно училище в Кукуш, а след това помага на баща си в търговията. След Освобождението на България е поканен от Петър Шапкарев, някогашен учител в Кукуш (1872 – 1874), а по това време училищен инспектор в Дупнишкия инспекторат, да замине за България и да учителства в някое селище. Иван Хаджиниколов пише: 
| „ | Когато стъпих на свободна българска земя, обзе ме едно радостно и мистично чувство, паднах на колене, прекръстих се и целунах земята няколко пъти. | “ |

Петър Шапкарев го изпраща като учител в село Рила, но тъй като не знаел да пее в църква, селяните го отхвърлят. Назначен е в село Костенец, където учителства две учебни години (1879/1880 и 1880/1881) с голям успех. През лятната ваканция изкарва практически педагогически курс в манастира „Св. Петър“ в Татарпазарджишко. След втората година в селото се явява на изпит в Пловдивската гимназия, приет е и завършва IV клас с отличие. По това време Кузман Шапкарев търси учители за солунските училища и Хаджиниколов приема. През декември 1882 година пристига в Солун; по негово желание е назначен във Воден заедно с Пантелей Баджов и учителства там една година. След това става учител в родния си Кукуш (1883/1884 и 1884/1885), а после в Лерин (1885/1886 учебна година). Там се запознава с Антон Търпенов от Лерин и използва неговите записки от свищовското търговско училище, за да се подготви за кандидатстване там. Издържа изпита за първи курс и е приет във втори. После заминава да продължи образованието си в Търговската гимназия във Виена а след това – в Линц, Австро-Унгария, където завършва своето висше търговско образование (1888).
От 1888 до 1892 година преподава аритметика и счетоводство в Солунската българска гимназия „Св. св. Кирил и Методий“. По отношение на учебното дело той не одобрява централистичната политика на Екзархията и я обсъжда с колеги; най-големият му противник по този въпрос, Васил Кънчов, ставайки директор, повлиява за преместването му в Сярското педагогическо училище. Иван Хаджиниколов си подава оставката и се отдава на книжарство и революционна дейност.

### Революционна и книжарска дейност
През юли 1892 година се среща с Коста Шахов и Гоце Делчев в София и ги привлича към идеята си за основаване на революционна организация.
На 11 септември 1893 отваря книжарница в Солун, в която първоначално продава на консигнация учебници, издадени от Христо Г. Данов и Драган Манчов. Книжарницата му издава различни учебници, художествена литература, календарчета и други, печатани главно в България, но и в Солун, в печатницата на Ираклидис – гръцка, но и с българско отделение. Издава „Тълкувание на неделните и празничните евангелия“ (1896) в превод на Григор Алексиев и „Семейството“ от Пол Жане. Царевна Миладинова пише: „Настанена в най-хубавата част на града, в тъй наречения Френски квартал, книжарницата на Хаджиниколов служеше, както ни са разказвали отсетне самите участници, за място на връзка с революционните гнезда в провинцията. Всички провинциални търговци, учители, ученици, които идваха да купуват книги от тази книжарница, пренасяха и идеите на революцията от Солун във вътрешността. Заедно с това учениците, даже и ученичките от гимназиите, особено след гръцко-турската война, бяха изцяло спечелени от тази школа за бунта“.
През октомври 1893 година Хаджиниколов се нарежда между шестимата основатели, поставили началото на Вътрешната македоно-одринска революционна организация в Солун. Той е член на първия централен комитет на организацията и участник в Солунския конгрес на ВМОРО от 1896 година.
През януари 1901 година при разкритията на Солунската афера Хаджиниколов е единственият член на Централния комитет, които успява първоначално да избегне арест и успява да конституира нов Централен комитет, в който влизат Иван Гарванов, Димитър Мирчев, Спас Мартинов и Йосиф Кондов (който по-късно се отказва). Хаджиниколов е арестуван на 5 март и на следния ден в полицейския участък прави опит да се самоубие с прерязване на вените, но е спасен. Осъден е на 101 години затвор и изпратен на заточение в Бодрум кале, Мала Азия.
По време на неговото затворничеството книжарницата му в Солун се ръководи от брат му Никола Хаджиниколов. След амнистия през август 1902 се установява в София. Занимава се с книжарство и издателска дейност. В 1906 година открива „Интернационална книжарница и Представителска къща София – Солун“ за учебници и книги на български и чужди езици. Доставя книги на Народната библиотека. В София на 9 октомври 1905 година се жени за деятелката на ВМОРО Василка (Царева) Сотирова Деребанова (родена в 1880 година в Струга).
През Балканските войни Иван Хаджиниколов е доброволец в Македоно-одринското опълчение и служи като куриер в нестроевата рота от Шеста охридска дружина. След Първата световна война Хаджиниколов е виден деец на македонската емиграция в България. Представител е на Солунското братство на Учредителния събор на Съюза на македонските емигрантски организации, проведен в София от 22 до 25 ноември 1918 година.
През 1923 година е избран за касиер в Националния комитет на Съюза на македонските емигрантски организации при обединението на МФРО с неутралните братства.
Иван Хаджиниколов, измъчван от стомашна болест, се самоубива в София на 9 юли 1934 година.
Негови публикации са поместени в Албум-алманах „Македония“ на Илинденската организация с псевдоним Основател. Спомените на Иван Хаджиниколов са публикувани през 1935 - 1937 година от Христо Шалдев в списание „Илюстрация Илинден“. В тях на много места определя местното население, говорения от тях език и революционната организация като български. За себе си казва:
| „ | Бях на около 10 годишна възраст, когато за пръв път започнах да уча българската история по учебника на Д. В. Манчов. При изучаването на тая история аз си казах: „Значи ние сме имали царство и турците са ни го взели.“ От същата история узнах, че и Тесалия някога е била населена с българи, които гърците са погърчили. И тогава пак си казах: „Значи и гърците са наши неприятели. Тогава защо нашите бащи не въстават да си вземат царството от турците и да си повърнат погърчената Тесалия? Всред българските земи се простира Стара планина, където могат да се съберат всички въстанали българи и оттам да тръгнат към Цариград, Солун и Тесалия.“ От Битиеписанието научих, че Моисей, като видял, че един египтянин бие един израелтянин, отървал израелтянина и убил египтянина. И тогава си казах: „Ако видя някой инородец или иноверец да бие българин, последния ще защитя, а първия ще набия.“ И наистина случи се да приложа това скоро. Един път виждам две турчета в нашата махала да бият едно българче. Оттогава тия турчета не закачваха българчетата в махалата ни. | “ |

- Издания на Иван Хаджиниколов
- Битраковъ, А. М. Смѣтница за Първо отдѣление. Трето поправено издание.   Солунъ, Издава книжарницата на Ив. х. Николовъ, 1899.
- Ивановъ, Д. Учебникъ по смѣтание за четвъртото отдѣление на първоначалнитѣ училища.   Солунъ, Издава книжарницата на Ив. х. Николовъ, 1905.
- Яворовъ, П. К. Хайдушки купнѣния: Спомени отъ Македония 1902 - 1903.   София - Солунъ, Издание на Ив. х. Николовъ, 1909.
- Стояновъ, Г. и В. Чалъковъ. Отечествознание за четвърто отдѣление на основнитѣ училища.   Солунъ, Издава книжарницата на Ив. х. Николовъ, 1911.
- Петлешковъ, Н. Хр. Законъ Божи за Трето отдѣление на основнитѣ училища.   Солунъ, Издава книжарницата на Ив. х. Николовъ, 1911.

## Родословие
|  |  |  |  |  |  |  |  |  |  |  |  |                                   |                                   |                                   |                                   |                                        |                                        |                                        |                                        |                                        |                                        |                                       |                                       |                                       |                                       |                                      |                                      | Атанас Хаджиниколов                    |                                        |                                        |                                        |                                        |                                        |                    |                    |                    |                    |               |               |                                 |                                 |                                 |                                 |                                 |                                 |                         |                         |                         |                         |  |  |
|  |  |  |  |  |  |  |  |  |  |  |  |                                   |                                   |                                   |                                   |                                        |                                        |                                        |                                        |                                        |                                        |                                       |                                       |                                       |                                       |                                      |                                      |                                        |                                        |                                        |                                        |                                        |                                        |                    |                    |                    |                    |               |               |                                 |                                 |                                 |                                 |                                 |                                 |                         |                         |                         |                         |  |  |
|  |  |  |  |  |  |  |  |  |  |  |  |                                   |                                   |                                   |                                   |                                        |                                        |                                        |                                        |                                        |                                        |                                       |                                       |                                       |                                       |                                      |                                      |                                        |                                        |                                        |                                        |                                        |                                        |                    |                    |                    |                    |               |               |                                 |                                 |                                 |                                 |                                 |                                 |                         |                         |                         |                         |  |  |
|  |  |  |  |  |  |  |  |  |  |  |  |                                   |                                   |                                   |                                   | Никола Хаджиниколов (1860 – след 1943) | Никола Хаджиниколов (1860 – след 1943) | Никола Хаджиниколов (1860 – след 1943) | Никола Хаджиниколов (1860 – след 1943) | Никола Хаджиниколов (1860 – след 1943) | Никола Хаджиниколов (1860 – след 1943) |                                       |                                       | Катерина Тишинова (1872 – след 1943)  | Катерина Тишинова (1872 – след 1943)  | Катерина Тишинова (1872 – след 1943) | Катерина Тишинова (1872 – след 1943) | Катерина Тишинова (1872 – след 1943)   | Катерина Тишинова (1872 – след 1943)   |                                        |                                        | Василка Деребанова                     | Василка Деребанова                     | Василка Деребанова | Василка Деребанова | Василка Деребанова | Василка Деребанова |               |               | Иван Хаджиниколов (1861 – 1934) | Иван Хаджиниколов (1861 – 1934) | Иван Хаджиниколов (1861 – 1934) | Иван Хаджиниколов (1861 – 1934) | Иван Хаджиниколов (1861 – 1934) | Иван Хаджиниколов (1861 – 1934) |                         |                         |                         |                         |  |  |
|  |  |  |  |  |  |  |  |  |  |  |  |                                   |                                   |                                   |                                   | Никола Хаджиниколов (1860 – след 1943) | Никола Хаджиниколов (1860 – след 1943) | Никола Хаджиниколов (1860 – след 1943) | Никола Хаджиниколов (1860 – след 1943) | Никола Хаджиниколов (1860 – след 1943) | Никола Хаджиниколов (1860 – след 1943) |                                       |                                       | Катерина Тишинова (1872 – след 1943)  | Катерина Тишинова (1872 – след 1943)  | Катерина Тишинова (1872 – след 1943) | Катерина Тишинова (1872 – след 1943) | Катерина Тишинова (1872 – след 1943)   | Катерина Тишинова (1872 – след 1943)   |                                        |                                        | Василка Деребанова                     | Василка Деребанова                     | Василка Деребанова | Василка Деребанова | Василка Деребанова | Василка Деребанова |               |               | Иван Хаджиниколов (1861 – 1934) | Иван Хаджиниколов (1861 – 1934) | Иван Хаджиниколов (1861 – 1934) | Иван Хаджиниколов (1861 – 1934) | Иван Хаджиниколов (1861 – 1934) | Иван Хаджиниколов (1861 – 1934) |                         |                         |                         |                         |  |  |
|  |  |  |  |  |  |  |  |  |  |  |  |                                   |                                   |                                   |                                   |                                        |                                        |                                        |                                        |                                        |                                        |                                       |                                       |                                       |                                       |                                      |                                      |                                        |                                        |                                        |                                        |                                        |                                        |                    |                    |                    |                    |               |               |                                 |                                 |                                 |                                 |                                 |                                 |                         |                         |                         |                         |  |  |
|  |  |  |  |  |  |  |  |  |  |  |  |                                   |                                   |                                   |                                   |                                        |                                        |                                        |                                        |                                        |                                        |                                       |                                       |                                       |                                       |                                      |                                      |                                        |                                        |                                        |                                        |                                        |                                        |                    |                    |                    |                    |               |               |                                 |                                 |                                 |                                 |                                 |                                 |                         |                         |                         |                         |  |  |
|  |  |  |  |  |  |  |  |  |  |  |  | Атанас Хаджиниколов (1891 – 1953) | Атанас Хаджиниколов (1891 – 1953) | Атанас Хаджиниколов (1891 – 1953) | Атанас Хаджиниколов (1891 – 1953) | Атанас Хаджиниколов (1891 – 1953)      | Атанас Хаджиниколов (1891 – 1953)      |                                        |                                        | Кирил Хаджиниколов (1895 – след 1943)  | Кирил Хаджиниколов (1895 – след 1943)  | Кирил Хаджиниколов (1895 – след 1943) | Кирил Хаджиниколов (1895 – след 1943) | Кирил Хаджиниколов (1895 – след 1943) | Кирил Хаджиниколов (1895 – след 1943) |                                      |                                      | Георги Хаджиниколов (1906 – след 1943) | Георги Хаджиниколов (1906 – след 1943) | Георги Хаджиниколов (1906 – след 1943) | Георги Хаджиниколов (1906 – след 1943) | Георги Хаджиниколов (1906 – след 1943) | Георги Хаджиниколов (1906 – след 1943) |                    |                    | Невена Дякова      | Невена Дякова      | Невена Дякова | Невена Дякова | Невена Дякова                   | Невена Дякова                   |                                 |                                 | Цветан Дяков (1893 – ?)         | Цветан Дяков (1893 – ?)         | Цветан Дяков (1893 – ?) | Цветан Дяков (1893 – ?) | Цветан Дяков (1893 – ?) | Цветан Дяков (1893 – ?) |  |  |
|  |  |  |  |  |  |  |  |  |  |  |  | Атанас Хаджиниколов (1891 – 1953) | Атанас Хаджиниколов (1891 – 1953) | Атанас Хаджиниколов (1891 – 1953) | Атанас Хаджиниколов (1891 – 1953) | Атанас Хаджиниколов (1891 – 1953)      | Атанас Хаджиниколов (1891 – 1953)      |                                        |                                        | Кирил Хаджиниколов (1895 – след 1943)  | Кирил Хаджиниколов (1895 – след 1943)  | Кирил Хаджиниколов (1895 – след 1943) | Кирил Хаджиниколов (1895 – след 1943) | Кирил Хаджиниколов (1895 – след 1943) | Кирил Хаджиниколов (1895 – след 1943) |                                      |                                      | Георги Хаджиниколов (1906 – след 1943) | Георги Хаджиниколов (1906 – след 1943) | Георги Хаджиниколов (1906 – след 1943) | Георги Хаджиниколов (1906 – след 1943) | Георги Хаджиниколов (1906 – след 1943) | Георги Хаджиниколов (1906 – след 1943) |                    |                    | Невена Дякова      | Невена Дякова      | Невена Дякова | Невена Дякова | Невена Дякова                   | Невена Дякова                   |                                 |                                 | Цветан Дяков (1893 – ?)         | Цветан Дяков (1893 – ?)         | Цветан Дяков (1893 – ?) | Цветан Дяков (1893 – ?) | Цветан Дяков (1893 – ?) | Цветан Дяков (1893 – ?) |  |  |
|  |  |  |  |  |  |  |  |  |  |  |  |                                   |                                   |                                   |                                   |                                        |                                        |                                        |                                        |                                        |                                        |                                       |                                       |                                       |                                       |                                      |                                      |                                        |                                        |                                        |                                        |                                        |                                        |                    |                    |                    |                    |               |               |                                 |                                 |                                 |                                 |                                 |                                 |                         |                         |                         |                         |  |  |
|  |  |  |  |  |  |  |  |  |  |  |  |                                   |                                   |                                   |                                   |                                        |                                        |                                        |                                        |                                        |                                        |                                       |                                       |                                       |                                       |                                      |                                      |                                        |                                        |                                        |                                        |                                        |                                        |                    |                    |                    |                    |               |               | Александър Дяков (1932 – 1918)  |                                 |                                 |                                 |                                 |                                 |                         |                         |                         |                         |  |  |